# نيكولاي جي
نيكولاي نيكولاييفيتش جي ( (بالروسية: Николай Николаевич Ге)‏ (بالأوكرانية: Микола Миколайович Ге)‏ 27 February [بالتقويم القديم: 15 February
] 1831 13 June [بالتقويم القديم: 1 June
] 1894 كان رساما روسيا وكان شخصية مؤثرة في تطور الرمزية الروسية . واشتهر بأعماله في المواضيع التاريخية والدينية.

## وقت مبكر من الحياة
نيكولاي نيكولايفيتش جي ولدفي27 فبراير بالتقويم القديم: 15 فبراير1831في فورونيج محافظة فورونيج لعائلة من النبلاء الروس . هاجر جده وهو نبيل فرنسي إلى روسيا في القرن الثامن عشر وتزوج من إمرأة روسية. كان التهجئة الفرنسية الأصلية لللقب مثلي الجنس وتستخدم العديد من المصادر الفرنسية هذا التهجئة بدلاً من الكتابة الصوتية الروسيةوتوفيت والدة جي بسبب الكوليرا عندما كان عمره ثلاثة أشهر.  نشأ جي في ملكية عائلية في بوبيلوخي بالقرب من موهيليف بوديليسكي في بودوليا.  اعتنت به جدته وممرضة القنانة .  تخرج من صالة الألعاب الرياضية رقم واحد في كييف حيث كان ميكولا كوستوماروف أحد أساتذته.ثم درس الفيزياء والرياضيات في جامعة كييف وجامعة سانت بطرسبورغ